# Хиос (дим)
Хи́ос (греч. Δήμος Χίου) — община (дим) в Греции, на острове Хиос в Эгейском море. Административно относится к периферийной единице Хиос в периферии Северные Эгейские острова. Население 51 390 человек по переписи 2011 года. Площадь 844,673 квадратного километра. Плотность 61,01 человека на квадратный километр. Административный центр — Хиос. Димархом на местных выборах 2019 года избран Стаматис Кармандзис (Σταμάτης Κάρμαντζης).
Община Хиос создана в 1918 году (ΦΕΚ 98Α). В 2010 году (ΦΕΚ 87Α) по программе «Калликратис» к общине Хиос присоединены упразднённые общины Айос-Минас, Амани, Иония, Камбохория, Кардамила, Мастихохория и Омируполис.